# Klemen Bolha
Klemen Bolha, slovenski nogometaš, * 19. mareca 1993.

## Življenjepis
Med letoma 2019 in 2020 je bil član Žalgirisa. Igra na poziciji branilca.

## Klubska kariera
| Sezona    | Klub     | Država | Liga | Nastopov | Golov |
| --------- | -------- | ------ | ---- | -------- | ----- |
| 2019–2020 | Žalgiris | Litva  | I    | 21       | 0     |